# Matador-Marsch
Der Matador-Marsch ist ein Marsch von Johann Strauss Sohn (op. 406). Ort und Datum der Uraufführung sind nicht überliefert.